# 臨江鴨緑江大橋

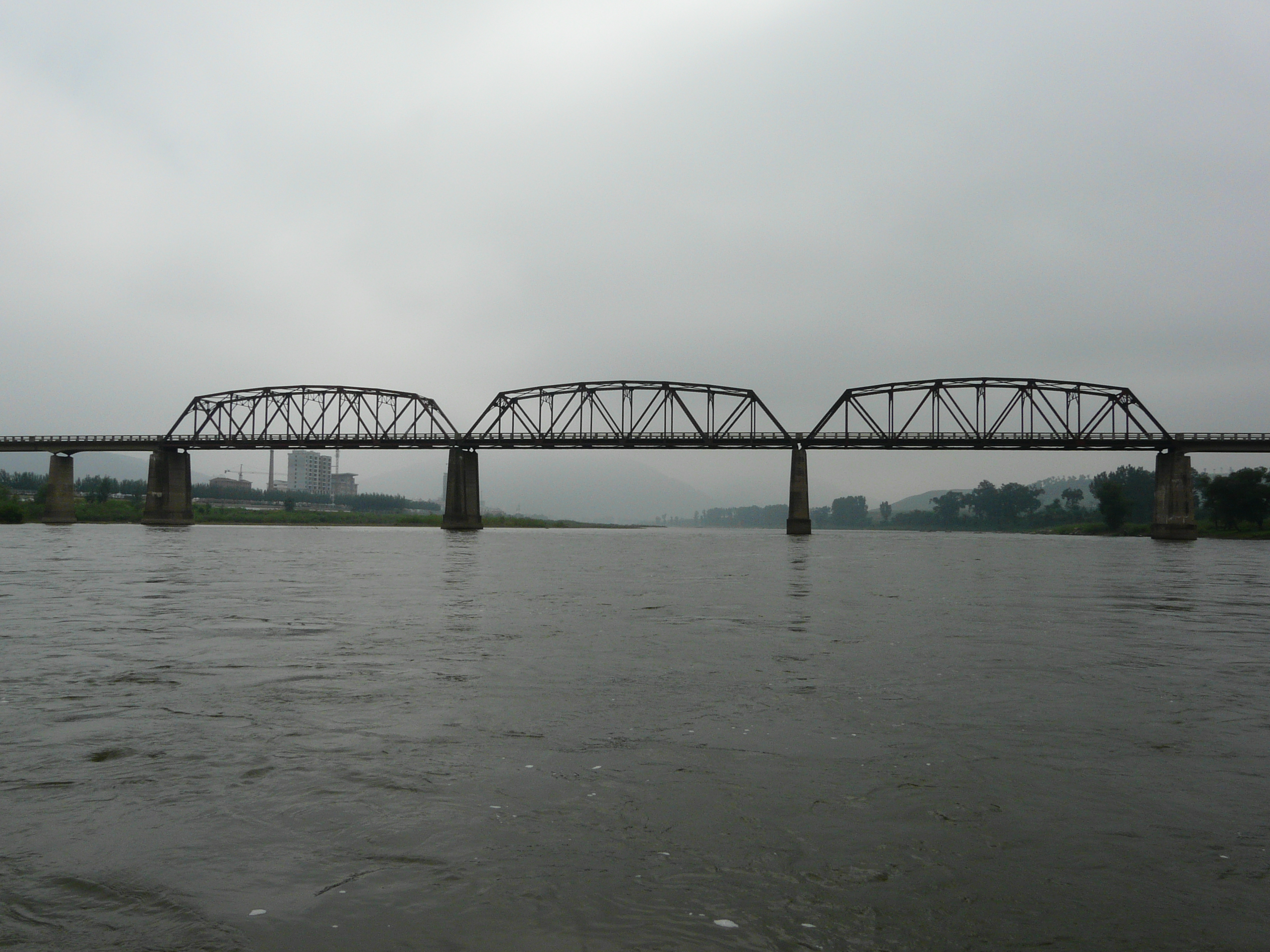
臨江鴨緑江大橋

臨江鴨緑江大橋（りんこうおうりょっこうだいきょう、中国語: 临江鸭绿江大桥、朝鮮語: 린장 압록강 다리）は、中朝国境となっている鴨緑江を跨いで中華人民共和国吉林省白山市臨江市と朝鮮民主主義人民共和国慈江道中江郡中徳里を結ぶ橋である。1938年に架橋され、臨江口岸（国境検問所）がある。少し下流には雲峰ダムがある。
朝鮮戦争当時、中国人民志願軍が国境を越えた主要ルートのひとつであった。

## 参照項目
- 中朝友誼橋
- 集安鴨緑江国境鉄道大橋
- 図們国境大橋